# Caterham Superlight
Caterham Superlight  es un automóvil deportivo, un modelo de la marca Caterham Seven(7), entre ellos se encuentra el Superlight estándar, el Superham r300, elSuperham r400 y el superham r500 que es la versión más potente de la marca inglesa.

## Modelo Standar
Cuenta con un motor de cuatro cilindros, 16 válvulas y dos árboles de leva, Ford Signia; una caja de cambios manual de 6 velocidades y apliques de fibra de carbono en el chasis, con un pequeño peso de 525kg.
Cuenta con 150 HP de potencia al llegar a los 6900 r. p. m.
Llega a tener a los 5600 r.p. m. un par máximo de 120lbs. ft.
Velocidad máxima de 201 km/h

## r300
Está equipado con un motor de 2.0 litros, desarrollando 150 hp a 6900 r. p. m. y 120 lbs. ft. a 5600 r. p. m. caja 6.ª.
Pesa 525 kg. y su velocidad máxima es de 225 km/h.

## r400
Tiene las mismas características que el r300, pero con una potencia superior en 60bhp.

## r500
Este es el modelo más potente y veloz de la marca, llegando a una potencia máxima de 263 bhp. a 8500 r. p. m. y un torque máximo de 277 lbsft a 7200 r. p. m. desarrollando una velocidad máxima de 241 km/h.